# Boogeyman (film)
Pour les articles homonymes, voir Boogeyman.
Série
Boogeyman 2
(2007)
Pour plus de détails, voir Fiche technique et Distribution.
Boogeyman : La porte des cauchemars ou Boogeyman : Le Pouvoir de la Peur au Québec est un film américain réalisé par Stephen T. Kay et sorti en 2005.
Il sera suivi par Boogeyman 2, réalisé par Jeff Betancourt et sorti en 2007, lui-même suivi par Boogeyman 3, réalisé par Gary Jones et sorti en 2009.

## Synopsis
Tim est un jeune garçon qui voit un jour son père disparaître mystérieusement, vraisemblablement tué par ce qui semble être le Boogeyman (croque-mitaine). Quinze ans plus tard, à la mort de sa mère, il doit affronter ses anciens démons lors d'une nuit dans son ancienne maison "abandonnée" ...

## Fiche technique
- Titre original : Boogeyman
- Titre français : Boogeyman : La porte des cauchemars
- Titre québécois : Boogeyman : Le Pouvoir de la Peur
- Réalisation : Stephen T. Kay
- Scénario : Eric Kripke, Juliet Snowden et Stiles White
- Musique : Joseph LoDuca
- Photographie : Bobby Bukowski
- Montage : John Axelrad
- Décors : Patricia Devereaux et Robert Gillies
- Costumes : Jane Holland
- Production : Sam Raimi, Robert Tapert, Eric Kripke, Doug Lefler, Gary Bryman, Joseph Drake, Steve Hein, Nathan Kahane et Carsten H.W. Lorenz
- Sociétés de production : Ghost House Pictures et Senator International
- Distribution :  France : TFM Distribution
- Budget : 20 millions de dollars (15,2 millions d'euros)
- Pays de production : États-Unis, Nouvelle-Zélande, Allemagne
- Format : Couleurs - 1,85:1 - DTS / Dolby Digital / SDDS - 35 mm
- Genre : thriller, horreur
- Durée : 89 minutes
- Dates de sortie :
  - États-Unis : 4 février 2005
  - Belgique : 26 octobre 2005
  - France : 28 juin 2006
- Film interdit aux moins de 12 ans lors de sa sortie en France

## Distribution
- Barry Watson (V. Q. : Martin Watier) : Tim
- Emily Deschanel (V. Q. : Valérie Gagné) : Kate Houghton
- Skye McCole Bartusiak (V. Q. : Claudia-Laurie Corbeil) (V. Q. : Claudia-Laurie Corbeil) : Franny Roberts
- Tory Mussett (V. Q. : Aline Pinsonneault) : Jessica
- Andrew Glover : le croque-mitaine
- Charles Mesure (V. Q. : Sylvain Hétu) : le père de Tim
- Lucy Lawless (V. Q. : Lisette Dufour) : la mère de Tim
- Philip Gordon (V. Q. : Jean-Luc Montminy) : l'oncle Mike
- Aaron Murphy : Tim enfant
- Jennifer Rucker : Pam
- Scott Wills : Collègue
- Robyn Malcolm (V. Q. : Hélène Mondoux) : Dr Matheson
- Michael Saccente (V. Q. : Sébastien Dhavernas) : le père de Jessica
- Louise Wallace : la mère de Jessica
- Brenda Simmons : la grand-mère de Jessica
- Josie Tweed : la sœur de Jessica

Source et légende : Version québécoise (V. Q.) sur Doublage QC.

## Production
Le tournage s'est déroulé du 24 juin au 30 septembre 2003 à Auckland dans le Waikato, en Nouvelle-Zélande, ainsi qu'à Savannah, aux États-Unis[réf. nécessaire].

## Bande originale
- Falling Home, interprété par Noisehead
- Jazzacuba, interprété par Boomish
- Bodega, interprété par Boomish